# Liste der Naturschutzgebiete in Duisburg
Die Liste der Naturschutzgebiete in Duisburg enthält die 14 Naturschutzgebiete der kreisfreien Stadt Duisburg in Nordrhein-Westfalen.

## Liste
| Bild           | Bezeichnung des Naturschutzgebietes            | Lage                      | Fläche in ha | Inkraft seit | Beschreibung | Kennungen                               |
| -------------- | ---------------------------------------------- | ------------------------- | ------------ | ------------ | ------------ | --------------------------------------- |
| weitere Bilder | Rheinaue Friemersheim                          | Friemersheim Karte        | 260,70       | 1979         |              | DU-001 LP: 1.1.11 WDPA: 82401 Wikidata  |
| weitere Bilder | Rheinaue Walsum                                | Alt-Walsum Karte          | 557,78       | 1983         |              | DU-002 LP: 1.1.1 WDPA: 165156 Wikidata  |
| weitere Bilder | Rheinaue Binsheim                              | Baerl Karte               | 190,94       | 1989         |              | DU-003 LP: 1.1.2 WDPA: 165152 Wikidata  |
| BW             | Blaue Kuhle                                    | Baerl Karte               | 11,78        | 1989         |              | DU-004 LP: 1.1.3 WDPA: 162447 Wikidata  |
| BW             | Gebiet nördlich der Asterlager Kuhstraße       | Bergheim Karte            | 10,69        | 1989         |              | DU-005 LP: 1.1.5 WDPA: 163205 Wikidata  |
| weitere Bilder | Werthauser Wardt                               | Hochemmerich Karte        | 11,98        | 1989         |              | DU-006 LP: 1.1.6 WDPA: 166256 Wikidata  |
| BW             | Essenberger Bruch                              | Bergheim Karte            | 9,09         | 1989         |              | DU-007 LP: 1.1.7 WDPA: 163007 Wikidata  |
| weitere Bilder | Schwafheimer Meer und Krähenbusch              | Rumeln-Kaldenhausen Karte | 17,26        | 1989         |              | DU-008 LP: 1.1.8 WDPA: 165477 Wikidata  |
| BW             | Bissingheimer Wäldchen                         | Bissingheim Karte         | 9,79         | 1989         |              | DU-010 LP: 1.1.10 WDPA: 162441 Wikidata |
| BW             | Rheinaue Ehingen                               | Mündelheim Karte          | 127,39       | 1989         |              | DU-011 LP: 1.1.12 WDPA: 165154 Wikidata |
| BW             | Sittertskamp                                   | Hüttenheim Karte          | 14,74        | 1989         |              | DU-012 LP: 1.1.13 WDPA: 165586 Wikidata |
| weitere Bilder | Aue des Alten Angerbaches am Altenbrucher Damm | Großenbaum Karte, Karte   | 11,44        | 1989         |              | DU-013 LP: 1.1.14 WDPA: 162258 Wikidata |
| BW             | Waldgebiet „Grindsmark“                        | Rahm Karte                | 45,32        | 1989         |              | DU-014 LP: 1.1.15 WDPA: 166145 Wikidata |
| BW             | Holtumer Höfe                                  | Mündelheim Karte          | 8,64         | 1989         |              | DU-015 LP: 1.1.16 WDPA: 163778 Wikidata |